# Křižanovice (Vyškovi járás)
Křižanovice település Csehországban, Vyškovi járásban. Křižanovice Rašovice, Bučovice, Hodějice, Němčany és Letonice településekkel határos. Lakosainak száma 870 fő (2024. január 1.).

## Népesség
A település lakosságának változását az alábbi diagram mutatja:
| Lakosok száma | 477  | 554  | 698  | 701  | 768  | 709  | 808  | 808  | 818  | 870  |
|               | 1869 | 1890 | 1921 | 1950 | 1980 | 2001 | 2017 | 2019 | 2022 | 2024 |